# Phare de Buck Island
Le phare de Buck Island est une phare américain situé sur Buck Island, au sud de Saint-Thomas, dans les îles Vierges des États-Unis. Construit en 1913, il est protégé au sein du Buck Island National Wildlife Refuge.